# Serie D 2016-2017
La Serie D 2016-2017 è stata la 69ª edizione del campionato interregionale della piramide calcistica italiana. Il torneo è gestito per la 36ª volta dalla Lega Nazionale Dilettanti.

## Stagione

### Novità
Dopo tre stagioni tornano a partecipare al campionato esattamente 162 squadre, senza cioè alcun sovrannumero. La regione più rappresentata è la Lombardia con 24 squadre, quattro in più rispetto allo scorso campionato; seguono il Veneto e la Toscana (17), poi l'Emilia-Romagna e la Campania (12), la Liguria, il Piemonte e il Lazio (9), le Marche (8), la Sardegna (7), la Puglia e l'Abruzzo (6), la Sicilia e la Calabria (5), la Basilicata e l'Umbria (4), il Friuli-Venezia Giulia e il Trentino-Alto Adige (3), il Molise (2), e la Repubblica di San Marino con 1 squadra.

### Aggiornamenti
L'assorbimento del sovrannumero record di 9 squadre della precedente stagione è stato possibile grazie alla mancata iscrizione di 6 società aventi diritto (Fincantieri Monfalcone, Derthona, Isola Liri, Noto, Torrecuso ed Ischia Isolaverde, quest'ultima retrocessa dalla Lega Pro) e al ripescaggio di altre 11 squadre in Lega Pro (Alma Juventus Fano, Fondi, Forlì, Olbia, Taranto, Reggina, Vibonese e le retrocesse Melfi, AlbinoLeffe, Lupa Roma e Racing Club Roma). Si sono così create anche 8 vacanze d'organico colmate attraverso altrettanti ripescaggi dall'Eccellenza: le retrocesse Scandicci, Vivialtoteveresansepolcro, Caravaggio, Fiorenzuola, AZ Picerno, nonché San Donato Tavarnelle, Sancataldese e Vigasio.
Le squadre escluse dal torneo sono dunque state:
- Ischia Isolaverde (Proveniente dalla Lega Pro)
- UFM Monfalcone
- Derthona
- Isola Liri
- Noto
- Torrecuso

Sono state invece ripescate in Lega Pro:
- Melfi (Proveniente dalla Lega Pro)
- AlbinoLeffe (Proveniente dalla Lega Pro)
- Lupa Roma (Proveniente dalla Lega Pro)
- Racing Roma (Proveniente dalla Lega Pro)
- Fano
- Fondi

- Forlì
- Olbia
- Taranto
- Reggio Calabria
- Vibonese

Le 8 squadre ripescate dall'Eccellenza sono:
- Scandicci
- Sansepolcro
- Caravaggio
- Fiorenzuola

- AZ Picerno
- San Donato Tavarnelle
- Sancataldese
- Vigasio

Avvengono infine le seguenti fusioni, cessione di titoli e cambi di denominazione sociale:
- La Union Ripa La Fenadora si fonde con l'U.S. Feltreseprealpi dando vita all'Associazione Sportiva Dilettantistica Union Feltre[3][4].
- Il neopromosso dall'Eccellenza Molise, Gioventù Calcio Dauna, si fonde con la Madre Pietra Apricena, società di Promozione Puglia e si iscrive con il nome di Madre Pietra Daunia.
- La Luparense San Paolo cambia denominazione in Vigontina San Paolo.
- Il RapalloBogliasco cambia denominazione in Sporting Recco[5].
- La Progreditur Marcianise cede il titolo sportivo al Gladiator.

### Formato
Le 162 squadre sono state suddivise in nove gironi all'italiana da 18 club ciascuno, organizzati secondo criteri di vicinanza geografica. Il campionato prevede un turno d'andata ed uno di ritorno, con promozione diretta in Serie C 2017-2018 per la vincente di ogni girone.
Al termine della stagione regolare, accedono ai play-off (indipendentemente dai distacchi in classifica) le società classificate al 2º, 3º, 4º e 5º posto in ciascuno dei singoli gironi in cui si articola il Campionato di Serie D, dette Società si incontreranno in gara unica (I° fase, semifinale di girone). Le vincenti della I° fase si incontreranno in gara unica sul campo della società che, al termine del campionato, avrà occupato nelle rispettive classifiche di girone, la migliore posizione (II fase, finale di girone).
Le nove squadre vincenti la fase dei play off di ciascun girone saranno inserite in una graduatoria finale e definitiva secondo i seguenti criteri:
- Punti al termine del Campionato.
- In caso di parità numerica acquisirà la posizione migliore tra le squadre quella meglio classificata in ciascun girone al termine del Campionato.
- Persistendo ancora la parità numerica acquisirà la posizione migliore tra le squadre quella meglio classificata nella Coppa Disciplina al termine del Campionato.

Sono previsti inoltre i seguenti bonus:
- Alla squadra vincitrice la Coppa Italia Serie D 2016-2017, che avrà vinto i play-off di girone, sarà aggiunto al quoziente punti, un bonus di 0,50.
- Alla squadra perdente la finale della Coppa Italia Serie D 2016-2017, che avrà vinto i play-off di girone, sarà aggiunto al quoziente punti, un bonus di 0,25.
- Alla squadra classificatasi al primo posto del girone per il Concorso “Giovani D valore", sarà aggiunto al quoziente punti un bonus di 0,10.
- Alle squadre classificatesi al secondo e terzo posto di ciascun girone per il Concorso "Giovani D Valore", sarà aggiunto al quoziente punti un bonus di 0,05.

Le società, che vinceranno i play-off Serie D 2016-2017 in ciascuno dei 9 gironi ed inserite nella suddetta graduatoria, acquisiranno di diritto la priorità per la presentazione di eventuale domanda di ammissione al campionato di Serie C 2017-2018, qualora si verificassero diverse determinazioni da parte del Consiglio Federale riguardo al completamento degli organici nei campionati professionistici.
Al termine della stagione regolare, accedono ai play-out le società classificate al 13º, 14º, 15º e 16º posto. Dette Società si incontrano in gara unica secondo gli abbinamenti obbligati 13ª-16ª e 14ª-15ª, in casa della meglio piazzata. Nel caso in cui al termine del campionato le squadre classificate al 13º e al 14º posto abbiano accumulato più di 7 punti di distacco dalle avversarie rispettivamente designate, queste ultime vengono retrocesse senza disputare i play-out.

## Squadre Partecipanti

### Girone A
- Borgosesia
- Bra
- Bustese
- Caronnese
- Casale
- Chieri
- Cuneo
- Folgore Caratese
- Gozzano
- Inveruno
- Legnano
- OltrepoVoghera
- Pinerolo
- Pro Sesto
- Pro Settimo & Eureka
- Varese
- Varesina
- ASDC Verbania

### Girone B
- Caravaggio
- Cavenago Fanfulla
- Ciliverghe Mazzano
- Ciserano
- Darfo Boario
- Dro
- Grumellese
- Lecco
- Levico
- Monza
- Olginatese
- Pergolettese
- Pontisola
- Pro Patria
- Scanzorosciate
- Seregno
- Virtus Bergamo
- Virtus Bolzano

### Girone C
- Abano
- AltoVicentino
- ArzignanoChiampo
- Belluno
- Calvi Noale
- Campodarsego
- Cordenons
- Este
- Legnago
- Mestre
- Montebelluna
- Pievigina
- Tamai
- Triestina
- Union Feltre
- Vigasio
- Vigontina San Paolo
- Virtus Verona

### Girone D
- Adriese
- Castelvetro
- Colligiana
- Correggese
- Delta Rovigo
- Fiorenzuola
- Imolese
- Lentigione
- Mezzolara
- Pianese
- Poggibonsi
- Ravenna
- Ribelle
- Rignanese
- San Donato Tavarnelle
- Sangiovannese
- Scandicci
- Virtus Castelfranco

### Girone E
- Argentina
- Fezzanese
- Finale
- Gavorrano
- Ghivizzano
- Grosseto
- Jolly Montemurlo
- Lavagnese
- Ligorna
- Massese
- Ponsacco
- Real Forte Querceta
- Savona
- Sestri Levante
- Sporting Recco
- Unione Sanremo
- Valdinievole Montecatini
- Viareggio

### Girone F
- Alfonsine
- Campobasso
- Castelfidardo
- Chieti
- Civitanovese
- Fermana
- Jesina
- Matelica
- Monticelli
- Olympia Agnonese
- Pineto
- Recanatese
- Romagna Centro
- Sammaurese
- San Marino
- San Nicolò
- Pro Vasto
- Vis Pesaro

### Girone G
- Albalonga
- Arzachena
- Avezzano
- Città di Castello
- Flaminia C.C.
- Foligno
- Lanusei
- Latte Dolce
- L'Aquila
- Monterosi
- Muravera
- Nuorese
- Ostia Mare
- Rieti
- San Teodoro
- Trestina
- Torres
- Sansepolcro

### Girone H
- Agropoli
- Anzio
- AZ Picerno
- Bisceglie
- Città di Ciampino
- Cynthia
- FC Francavilla
- Gelbison
- Gravina
- Herculaneum
- Madre Pietra Daunia
- Manfredonia
- Nardò
- Nocerina
- Potenza
- San Severo
- Trastevere
- Vultur Rionero

### Girone I
- Aversa Normanna
- Castrovillari
- Cavese
- Due Torri
- Frattese
- Gela
- Gladiator
- Gragnano
- Igea Virtus
- Palmese
- Pomigliano
- Roccella
- Rende
- Sancataldese
- Sarnese
- Sersale
- Sicula Leonzio
- Turris

## Poule Scudetto
Per l'assegnazione del titolo italiano di Serie D, al termine della stagione regolare, le nove squadre prime classificate vengono suddivise in tre triangolari e si incontrano in gare di sola andata. Nel secondo turno riposa chi ha vinto il primo incontro o, in caso di pareggio, quella che ha disputato la prima sfida in trasferta.
Le vincenti dei triangolari e la miglior seconda accedono alle semifinali, che vengono definite per sorteggio e che si disputano, così come per la finale Scudetto, in campo neutro e senza tempi supplementari, in caso di parità si va direttamente ai rigori.
Nel caso in cui due o tutte e tre le squadre concludessero il proprio triangolare a pari punti, per determinare la vincente si terrà conto dello scontro diretto e della migliore posizione nella classifica della Coppa Disciplina. Per stabilire la migliore tra le seconde, si terrà conto dei punti ottenuti negli incontri disputati, della migliore posizione nella classifica della Coppa Disciplina, dell'età media più giovane.

### Squadre partecipanti
| Triangolare 1 | Triangolare 2 | Triangolare 3  |
| ------------- | ------------- | -------------- |
| Cuneo         | Ravenna       | Arzachena      |
| Monza         | Gavorrano     | Bisceglie      |
| Mestre        | Fermana       | Sicula Leonzio |

### Turno preliminare

#### Triangolare 1
| Squadra   | P.ti | G | V | N | P | GF | GS | DR |
| --------- | ---- | - | - | - | - | -- | -- | -- |
| 1. Monza  | 6    | 2 | 2 | 0 | 0 | 5  | 1  | +4 |
| 2. Mestre | 3    | 2 | 1 | 0 | 1 | 3  | 4  | -1 |
| 3. Cuneo  | 0    | 2 | 0 | 0 | 2 | 1  | 4  | -3 |

|        | Risultati |        | Luogo e data           |
| ------ | --------- | ------ | ---------------------- |
| Mestre | 2-1       | Cuneo  | Mestre, 14 maggio 2017 |
| Cuneo  | 0-2       | Monza  | Cuneo, 20 maggio 2017  |
| Monza  | 3-1       | Mestre | Monza, 24 maggio 2017  |
|        |           |        |                        |

#### Triangolare 2
| Squadra      | P.ti | G | V | N | P | GF | GS | DR |
| ------------ | ---- | - | - | - | - | -- | -- | -- |
| 1. Ravenna   | 4    | 2 | 1 | 1 | 0 | 2  | 1  | +1 |
| 2. Fermana   | 3    | 2 | 1 | 0 | 1 | 3  | 3  | 0  |
| 3. Gavorrano | 1    | 2 | 0 | 1 | 1 | 3  | 4  | -1 |

|           | Risultati |           | Luogo e data              |
| --------- | --------- | --------- | ------------------------- |
| Fermana   | 0-1       | Ravenna   | Fermo, 13 maggio 2017     |
| Gavorrano | 2-3       | Fermana   | Gavorrano, 21 maggio 2017 |
| Ravenna   | 1-1       | Gavorrano | Ravenna, 24 maggio 2017   |
|           |           |           |                           |

#### Triangolare 3
| Squadra           | P.ti | G | V | N | P | GF | GS | DR |
| ----------------- | ---- | - | - | - | - | -- | -- | -- |
| 1. Bisceglie      | 4    | 2 | 1 | 1 | 0 | 3  | 1  | +2 |
| 2. Sicula Leonzio | 4    | 2 | 1 | 1 | 0 | 3  | 1  | +2 |
| 3. Arzachena      | 0    | 2 | 0 | 0 | 2 | 0  | 4  | -4 |

|                | Risultati |                | Luogo e data              |
| -------------- | --------- | -------------- | ------------------------- |
| Arzachena      | 0-2       | Bisceglie      | Arzachena, 14 maggio 2017 |
| Sicula Leonzio | 2-0       | Arzachena      | Lentini, 21 maggio 2017   |
| Bisceglie      | 1-1       | Sicula Leonzio | Bisceglie, 24 maggio 2017 |
|                |           |                |                           |

### Fase finale
Le squadre qualificate alla fase finale hanno avuto accesso alle semifinali che, così come la finale, si sono disputati in campo neutro dal 31 maggio al 2 giugno.
Per gli incontri della fase finale non sono previsti al termine dei 90' i tempi supplementari, ma in caso di parità si andrà direttamente ai calci di rigore.

#### Semifinali
|                | Risultati     |         | Luogo e data                     |
| -------------- | ------------- | ------- | -------------------------------- |
| Sicula Leonzio | 0-1           | Monza   | Monte San Giusto, 31 maggio 2017 |
| Bisceglie      | 2-2 (6-7 dtr) | Ravenna | Fermo, 31 maggio 2017            |
|                |               |         |                                  |

#### Finale
|       | Risultati |         | Luogo e data         |
| ----- | --------- | ------- | -------------------- |
| Monza | 2-1       | Ravenna | Fermo, 3 giugno 2017 |
|       |           |         |                      |